# Bernhard Bästlein
Bernhard Bästlein, né le 3 décembre 1894 à Hambourg et mort guillotiné le 18 septembre 1944 à Brandebourg-sur-la-Havel, est un homme politique allemand. Membre du Parti communiste d'Allemagne, il est député au Reichstag et s'engage à partir de 1933 dans la résistance contre le nazisme. 

## Biographie
Mécanicien de précision, Bernhard Bästlein est issu d'une famille social-démocrate. En 1911, il rejoint la Jeunesse ouvrière socialiste et en 1912, le Parti social-démocrate d'Allemagne et le syndicat des métallurgistes. 
Pendant la Première Guerre mondiale, il est soldat pendant deux ans sur le front de l'Ouest. Après la guerre, il est élu au conseil ouvrier. En 1918, il adhère  au Parti social-démocrate indépendant d'Allemagne (USPD) puis au Parti communiste d'Allemagne (KPD) avec l'aile gauche de l'USPD en 1920. En 1921, il est le plus jeune membre du Parlement de Hambourg. En mars 1921, il participe au soulèvement du KPD en Allemagne centrale. Recherché par la police, il se réfugie en Union soviétique. Là, il édite un journal pour paysans en langue allemande et travaille comme métallurgiste. Au début de 1923, il rentre en Allemagne et édite les journaux du parti à Dortmund, Hagen, Wuppertal, Remscheid et Solingen, où il est rédacteur en chef du Bergische Arbeiterstimme en 1929. La même année, il devient chef du sous-district du KPD à Düsseldorf, en février 1931, directeur politique du district KPD du Rhin moyen, membre du Parlement de Prusse en 1932 et député au Reichstag en mars 1933 . 
Après la prise du pouvoir par Hitler, Bästlein prend part le 7 février 1933, à la réunion illégale du Comité central du Parti communiste dans le magasin de sport Ziegenhals près de Berlin. Il organise le travail clandestin du parti à Cologne. 
En mai 1933, les nazis arrêtent Bernhard Bästlein, le condamnent à 20 mois d'emprisonnement pour « préparation d'une entreprise de haute trahison » et, après l'expiration de la peine, le maintiennent en détention pendant cinq ans dans les camps de concentration d'Esterwegen, Dachau et Sachsenhausen. En 1940, il est libéré et trouve un travail de mécanicien de précision à Hambourg. Il y met sur pied en 1941, avec Franz Jacob et Robert Abshagen, le réseau de résistance communiste « groupe Bästlein-Jacob-Abshagen », qui est actif dans les chantiers navals de Hambourg et forme ensuite un réseau nord-allemand avec des contacts à Flensburg, Kiel, Lübeck, Rostock et Brême. Ces liens sont supervisés seulement par les dirigeants afin de réduire le risque que l’ensemble de l’organisation soit découvert. 

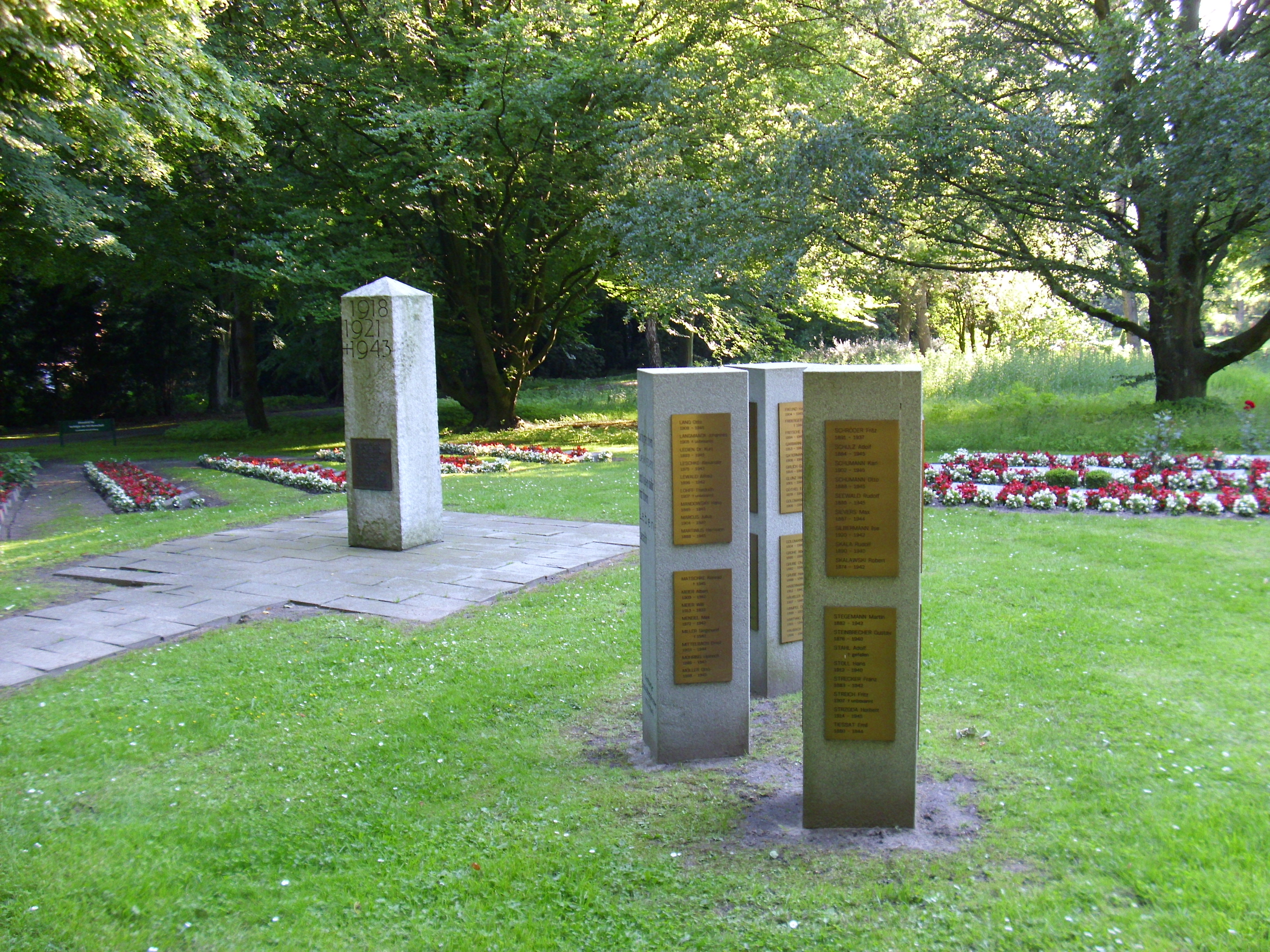
Ehrenfeld : derrière le pilier, première rangée à droite, dernière pierre pour le couple Bästlein

Le 15 octobre 1942, Bästlein est arrêté à son travail dans l'usine Riepe à Altona. Selon Erna Eifler, l'arrestation a lieu en liaison avec la perquisition de la commission spéciale « Orchestre rouge ». Blessé alors qu'il tentait de s'échapper, il est conduit à la prison de Fuhlsbüttel et gravement torturé. Au début de 1943, la Gestapo sollicite 61 mandats d'arrêt contre des membres du « groupe Bästlein-Jacob-Abshagen ». 
En novembre 1942, il explique à la Gestapo les raisons de son activité de résistance : au cours des sept années de prison et de détention en prison et en camp de concentration de 1933 à 1940, il avait vécu des expériences terribles. Sa « conviction qu'il faut supprimer un ordre social dans lequel des choses comme je les ai vécues sont possibles » est donc devenue fondamentale. La Seconde Guerre mondiale, commencée en 1939, avait « réveillé tous les souvenirs de la guerre de 1914-1918 et renforcé sa conviction que, tant que l'ordre social capitaliste existerait, il y aurait toujours des guerres détruisant tous les élans humanitaires de la société humaine et d'immenses biens matériels ». 
À l'été 1943, le tribunal populaire de Berlin le condamne à la peine de mort. Un raid aérien sur la prison de Plötzensee lui permet de fuir en janvier 1944. Dans la tourmente du raid aérien du 22 novembre 1943, Bästlein et un vieil ami de Hambourg, Alfred (Alf) Raddatz, réussissent à occuper ensemble une cellule. Raddatz indique à Bästlein l'adresse de sa compagne Johanna Falcke et lui remet une pipe en guise de signe de reconnaissance. Lors d'un autre raid aérien le 29 et 30 janvier 1944, Bästlein parvient à s'enfuir et à retrouver Johanna Falcke, qui le loge chez Willi Jungmittag. Puis celui-ci lui procure un autre logement à Zehlendorf avec Walter Glaß et ses filles Vera Wulff et Lucie Nix. Wulff lui présente Ernst Sieber, qui lui remet une carte de service de la Reichsbahn au nom d'Ernst Wiechmann ainsi qu'un pistolet. Par l'intermédiaire d'Otto Marquardt et de Walter Glaß, il réussit à établir des contacts avec la direction opérationnelle du KPD autour d'Anton Saefkow et de Franz Jacob et contribue à la création d'un réseau illégal du Mouvement pour une Allemagne libre à Berlin-Brandebourg. À la suite d'une dénonciation, il est à nouveau arrêté le 30 mai 1944, condamné à mort le 5 septembre 1944 et guillotiné le 18 septembre dans la prison de Brandebourg. 
Le 8 septembre 1946, l'urne de Bernhard Bästlein, transférée à Hambourg, est enterrée dans le Mémorial de la résistance au cimetière d'Ohlsdorf et, dans le carré d'honneur de la Fondation Hans et Sophie Scholl, il existe une pierre tombale commune pour Johanna et Bernhard Bästlein (carré Bo 73, n ° 1).

## Famille
En 1920 Bernhard Bästlein a épousé Johanna Zenk de Hambourg ; leur fils Henry Bernt Jürgen est né en 1932.

## Honneurs

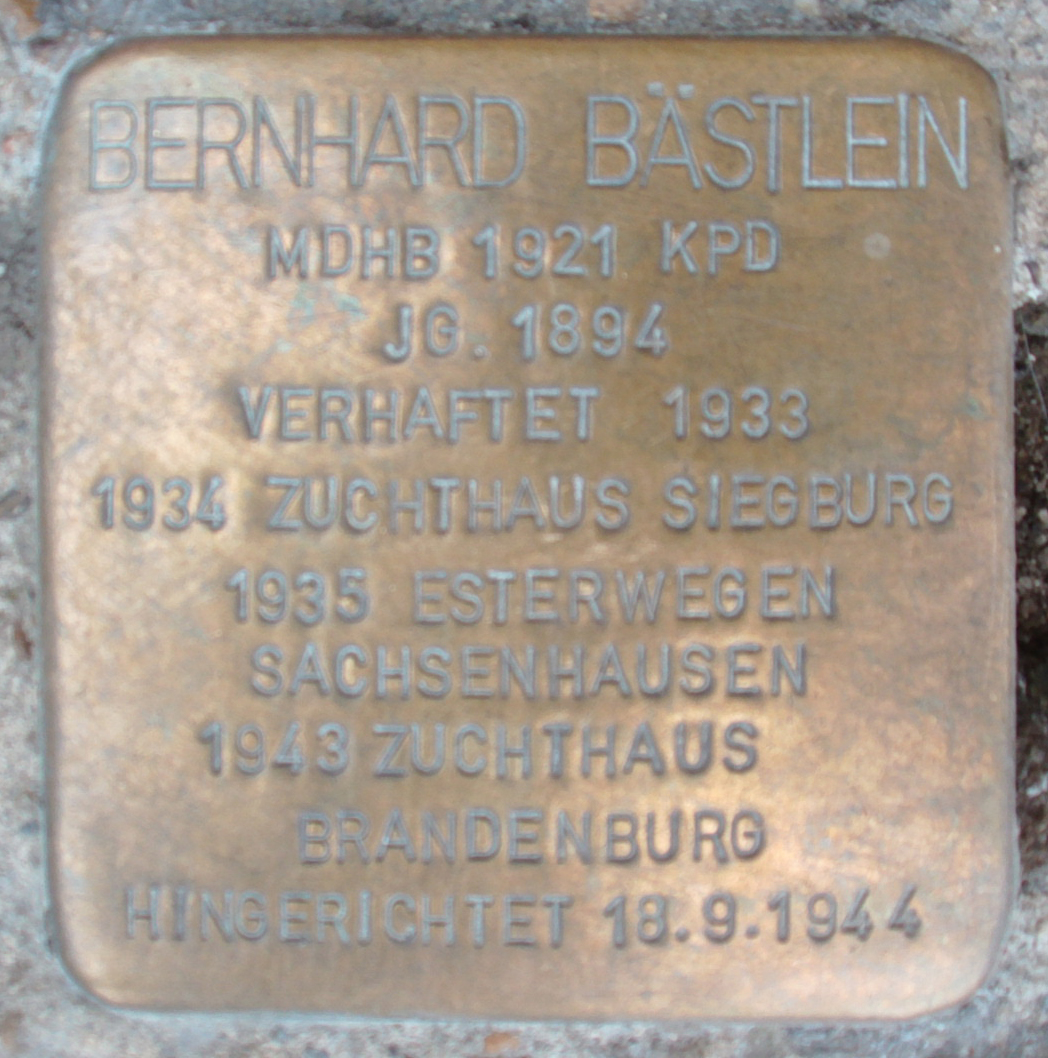
Stolperstein devant l'hôtel-de-ville de Hambourg

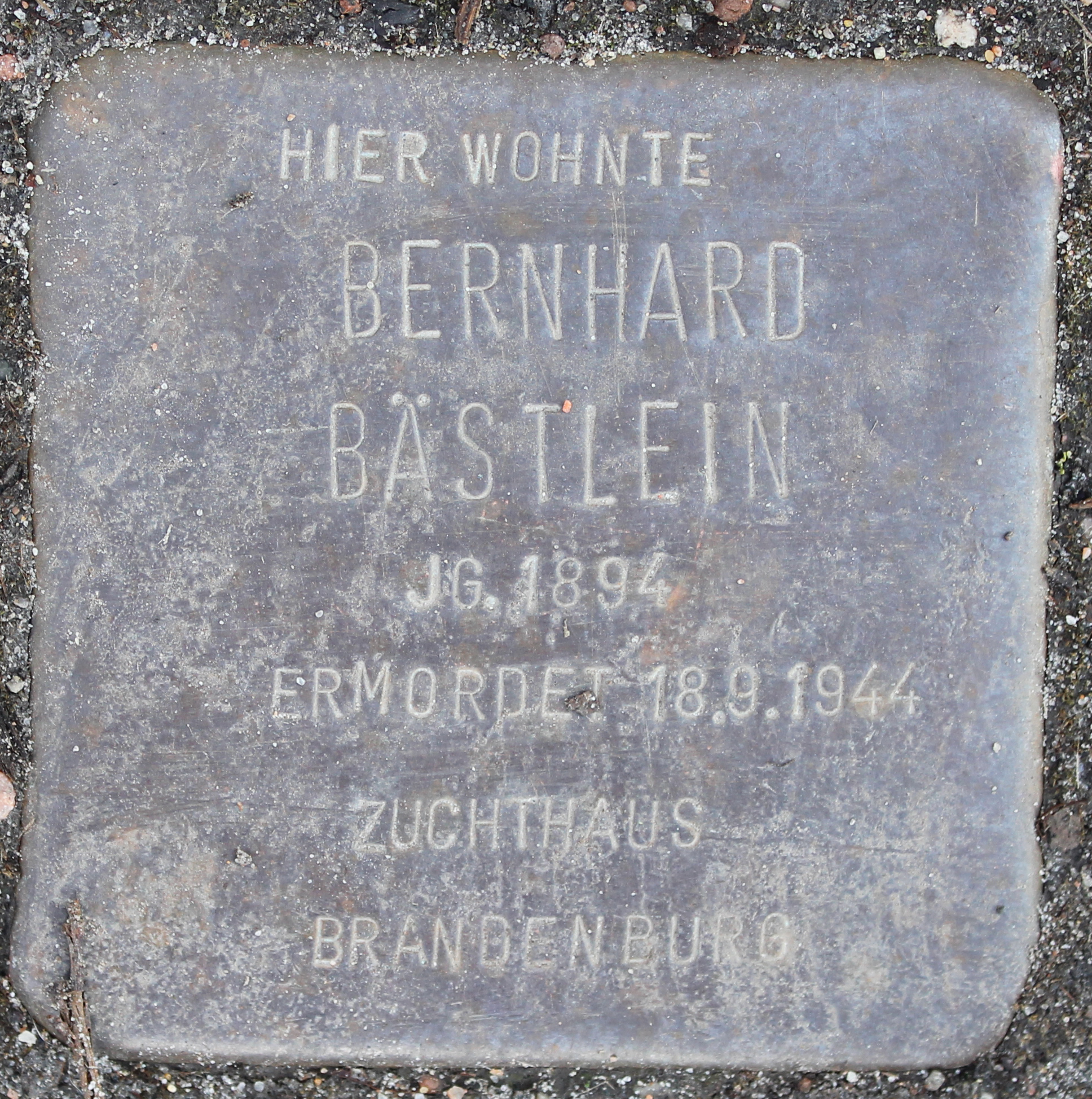
Stolperstein au Goldbekufer 19 à Hambourg-Winterhude

Bis zum letzten Atemzug de l'écrivain E. R. Greulich narre certains épisodes de la vie de Bernhard Bästlein.
Bernhard Bästlein est cité parmi quatre victimes au Mémorial des résistants antifascistes exécutés dans le pénitencier de Brandebourg-Görden.
À partir de 1975, la zone située entre la Herzbergstraße, la Landsberger Allee et la Weißenseer Weg à Berlin-Est a été rénovée avec de nouveaux bâtiments résidentiels. Les rues nouvellement créées dans le dernier district indépendant de Berlin-Fennpfuhl portent le nom de combattants de la résistance allemande ; une rue porte le nom de Bernhard Bästlein. À Magdebourg, Leipzig et Rostock des rues portent également son nom.
Dans sa ville natale de Hambourg, une Stolperstein a été posée en son honneur au Goldbekufer 19 à Hambourg-Winterhude.
Le 8 juin 2012, des Stolpersteine ont été posées devant l'hôtel de ville de Hambourg en souvenir des membres du Parlement assassinés, dont une pour Bernhard Bästlein.